# Pseudepipona variegata
Pseudepipona variegata är en stekelart. Pseudepipona variegata ingår i släktet Pseudepipona och familjen Eumenidae. Utöver nominatformen finns också underarten P. v. mongolica.